# Julio César Grassi
Julio César Grassi (Lomas de Zamora, 14 de agosto de 1956) es un sacerdote católico y abogado argentino, fundador de la Fundación Felices los Niños, condenado por la Justicia argentina a 15 años de cárcel por abuso sexual infantil y corrupción de menores.
Se lo conocía por ser un cura mediático que solía aparecer mucho en programas de televisión para recaudar fondos para la Fundación.
La primera causa por abusos sexuales fue presentada en 1991 en el Juzgado de Menores de Mercedes, pero recién después de 22 años, luego de muchas idas y venidas con el sacerdote libre, la fiscalía decidió su detención.
Las amenazas, intimidaciones, golpes y agresiones físicas y verbales tanto contra los denunciantes como contra los testigos fueron una constante en este caso. Cuatro años después de su condena, cuando finalmente quedó detenido, el obispado afirmó que iba a iniciarle un juicio canónico aunque nada de ello ha sucedido hasta el momento.
Además fue condenado a dos años más de prisión por otra causa por el delito de malversación de fondos de la Fundación y por el desvío de las donaciones en beneficio propio.
Además, en julio de 2014 el director de hogares de la Fundación Felices los Niños, Juan Manuel Casolati, lo denunció ante la Fiscalía número 8 de Morón, por el robo de la comida de los niños y las donaciones de la Fundación, que se le enviaban semanalmente en lugar de ir a la Fundación, para que el padre pudiera pagar prebendas y solventarse una vida de "lujo" en prisión mientras los niños pasaban necesidades y vivían en pésimas condiciones.
Grassi cumple su condena en el pabellón 6 de la Unidad Penitenciaria N.º 41 de Campana, provincia de Buenos Aires.
El 21 de marzo de 2017, la Corte Suprema de Justicia de la República Argentina, por unanimidad, desestimó los recursos presentados por la defensa y dejó firme la sentencia que había condenado a Grassi a 15 años de prisión «por abuso sexual agravado por resultar sacerdote, encargado de la educación y de la guarda del menor víctima, reiterado, dos hechos, en concurso real entre sí, que a su vez concurren formalmente con corrupción de menores agravada». A partir de entonces quedó firme la condena emitida en el 2009 por el Tribunal Oral, confirmada en segunda instancia por la Cámara de Casación y en tercera instancia por la Suprema Corte de la provincia de Buenos Aires.

## Biografía

### Vida personal
Julio César Grassi nació el 14 de agosto de 1956 en la provincia de Buenos Aires. Sus padres fueron Tomás Osvaldo y Adelina Ester Alzúa. Julio César es el tercero de cinco hermanos.
A los catorce años fue catequista y realizó trabajos sociales en villas miseria del Partido de Lanús. A los dieciséis años viajó como misionero a El Calafate. A los diecisiete años, luego de terminar la enseñanza secundaria, ingresó al seminario en la Provincia de Santa Fe. Luego se recibió de profesor de Filosofía y Ciencias de la Educación y de las Ciencias Sagradas. En octubre de 1987 fue ordenado sacerdote, eligiendo el lema «Padre de los que no tienen padre».
Grassi se caracterizó en su actividad por sus relaciones con el poder político, el mundo empresarial y gente del medio artístico. Estas vinculaciones lo convirtieron en el cura más conocido de la televisión por sus amistades de la farándula. Con frecuencia aparecía como referencia de moralidad, ética y compromiso y los programas de televisión siempre solicitan su opinión.
En la década de los 90 condujo un programa radial que ganó un Martín Fierro. Era invitado estrella de programas de televisión. José María Muñoz lo apodó “La Manga” por su afán de pedir dinero para sus obras.

### Fundación Felices Los Niños
En diciembre de 1993, durante el gobierno de Carlos Menem, Grassi creó la fundación gracias a un subsidio de cinco millones de pesos-dólares y una donación estatal de 65 hectáreas que consiguió a raíz de su relación con el entonces ministro de Economía Domingo Cavallo. Construyó la sede central de la fundación en Hurlingham.
La fundación asistía a 6.400 niños en 21 localidades del país con comida, abrigo, educación, techo y formación espiritual en 52 obras. Con el tiempo la Fundación Felices Los Niños recibió donaciones de mucha gente importante y famosa y llegó a albergar a 6.300 menores judicializados.
En 1998 Susana Giménez condujo un programa de juegos en la televisión con el fin de recaudar fondos para la fundación. A partir de no quedar conforme, Grassi participó en un escándalo con la empresa Hard Communication, de Jorge Born y Jorge Rodríguez, pareja de Susana Giménez que era la que organizaba y promocionaba los juegos en el programa.
Grassi desfiló por muchos programas de televisión acusando a la empresa de estafa. Grassi aseguró a la prensa que había sido estafado porque había recibido mucho menos dinero del que le habían prometido y le reclama a Hard Communication el dinero que le correspondía.
Esto se definió por medio de un juicio penal. Durante el juicio contra Hard Communication, Grassi se desdijo de todas las acusaciones que había hecho a través de los medios de difusión.
Eso no le impide asegurar que las acusaciones por corrupción de menores en su contra son parte de una conspiración del exguerrillero montonero Rodolfo Galimberti, socio de Jorge Rodríguez (pareja de Susana Giménez) en la empresa Hard Comunication.
Grassi resultaba muy efectivo a la hora de pedir donaciones. A su alrededor pululaban personajes de la política y el espectáculo dispuestos a hacer caridad con su obra, como Chiche Duhalde, Amalia Lacroze de Fortabat o Bernardo Neustadt.
En el año 2000 el presupuesto anual de la fundación era de 4,6 millones de dólares. Llegó a tener 400 empleados y recibía subsidios estatales además de las donaciones de grandes empresas y particulares.
Cuando el padre fue destituido de la Fundación se mudó a "La Blanquita", una quinta que queda justo frente a aquélla.
Desde allí continuó manejando los hilos de su obra. Según Jorge Salas, secretario adjunto de UTEDYC Zona Oeste, Grassi estaría en juicio con el dueño de esa propiedad, por falta de pago. Al frente de la institución estaba la hermana María Elena Ferracutti, aunque muchos se animan a decir que "ella sólo es una figura simbólica porque Grassi sigue manejando la Fundación".
Nueve meses después de la explosión mediática una entidad de Canadá congeló una donación por $3.000.000 porque fue informada de que Grassi habría llevado dinero a Suiza.
El presupuesto previsto en julio de 2002 era de $13.012.016 y el gobierno nacional aprobó subsidios por $1.918.535. La disminución de los fondos se hizo notar rápidamente en la Fundación. En los comedores de la entidad dejó de servirse carne con la misma frecuencia que antes. Los proveedores y el personal cobraban con retraso. Los chicos que vivían en los hogares ya no recibían tantas visitas de las familias que antes les llevaban regalos y los sacaban a pasear.
El conductor televisivo Raúl Portal, gran amigo de Grassi, asumió la titularidad de la FFN cuando Grassi fue detenido.
En 2014 se descubrió que Grassi robaba el dinero de las donaciones de la Fundación para uso personal. El director de hogares de la Fundación Felices los Niños, Juan Manuel Casolati, denunció ante la Fiscalía número 8 de Morón que Grassi se hacía llevar la comida de los niños a la prisión para compartirla con los demás presos y los guardiacárceles a cambio de privilegios vedados a otros prisioneros. La Fundación continuaba recibiendo grandes sumas de dinero a través de donaciones que se solicitan telefónicamente, pero los niños vivían en condiciones calamitosas, sin la higiene mínima, con frío, sin televisores, comiendo comida vencida. El padre Grassi se hacía llevar el dinero a la prisión y vivía a todo lujo. La justicia intervino la Fundación.

### Destitución por irregularidades administrativas
En julio de 2001, una nota publicada en el Diario de Morón denunció irregularidades administrativas. Monseñor Justo Laguna lo destituyó de su cargo de presidente de la Fundación Felices los Niños y le dio el de director espiritual.
Durante todo el tiempo que duró su procesamiento por abuso de menores Grassi fue respaldado por numerosas figuras de la televisión. En especial fue defendido por el conductor televisivo Raúl Portal que hizo campaña en su programa.
El estado le retiró los subsidios a la Fundación porque Grassi habría usado el dinero para pagarle al estudio de abogados que lo defendía.
Sus contactos con importantes empresarios le permitieron mantener un nivel de vida y costearse una defensa carísima. 
Siempre aseguraba públicamente su inocencia, la falsedad de las denuncias y que no había pruebas en su contra. Incluso en 2008 fue invitado al programa Almorzando con Mirtha Legrand.

## Proceso judicial

### Primera causa
En 1991 se presentó ante el Juzgado de Menores de Mercedes, a cargo del juez Julio Cámpora (un conocido contacto del cura) la primera causa contra Grassi por supuestos abusos sexuales a niños de la fundación, pero la investigación nunca avanzó y fue cerrada.

### Segunda causa
En 2000 un fiscal argentino inició una investigación del padre Grassi basada en cartas anónimas de empleados actuales y anteriores, las que aducían tanto problemas laborales como acusaciones de que abusaba de niños.
En noviembre se abrió la nueva causa penal ante el Juez de Garantías N.º 4 de Morón, Alfredo Meade, con intervención del fiscal Adrián Flores. La causa quedó caratulada como "Abuso deshonesto agravado y reiterado con corrupción de menores agravada por la condición de guardador y sacerdote". La causa no avanzó.

### Tercera causa
El 23 de octubre de 2002 el programa televisivo Telenoche Investiga reveló en un informe titulado "Con los chicos, no" denuncias contra el sacerdote por abuso sexual a jóvenes internados en la Fundación Felices los Niños. En el programa, un chico al que apodaron "Gabriel" relató cómo había sido obligado a mantener relaciones con el cura. “Gabriel”, que en el momento del abuso tenía 15 años, escapó de la Fundación esa misma noche, y no volvió nunca más.
La primera reacción de Grassi al enterarse de su exposición en Telenoche Investiga, fue escaparse y en consecuencia fue declarado prófugo de la justicia.
El día que le dictaron la orden de captura, Grassi consiguió refugio en Canal 9 evadiendo la justicia y apareció en varios programas de televisión declarando su inocencia. Finalmente se presentó ante la justicia con un equipo de abogados de uno de los estudios más importantes y caros de la Argentina.
El 24 de octubre, en la entrevista con la policía, Grassi negó todas las acusaciones en su contra, y su argumento fue que uno de los chicos denunciantes lo acusó para extorsionarlo, y afirmó que el móvil de la denuncia era sacarle dinero.
El 30 de octubre de 2002 se emitió el segundo informe en el mismo programa. En dicha segunda emisión, "Ezequiel", otro menor de la Fundación contó más casos de abuso por parte del cura.
El 10 de noviembre los abogados de Grassi pidieron la nulidad de lo actuado, y se decidió apartar al primer fiscal, Adrián Flores. Lo reemplazó la fiscal Rita Bustamente. El juez Alfredo Meade se excusó en la causa.
El 21 de noviembre de 2002 Grassi fue procesado por abuso sexual agravado. La fiscal de Morón, Rita Bustamante solicitó la detención preventiva.
La fiscal le imputó la comisión de los delitos de abuso deshonesto agravado y corrupción de menores en perjuicio de "Gabriel" y "Ezequiel", y en este caso agregó del delito de amenazas coactivas.
A pesar de las graves acusaciones en su contra, Grassi continuó libre. El padre sostenía que se trataba de una conspiración de un grupo político de izquierda, al que representaría el sindicalista Luis D’Elía, motivado por el objetivo de apropiarse de la Fundación Felices los Niños.
La jueza Mónica López Osornio ordenó la libertad morigerada de Grassi. No dictó la prisión preventiva, sino que lo mantuvo en libertad con la condición de que no se acercara a los menores de la Fundación. 
La Justicia dispuso que el sacerdote Grassi pudiera trabajar en la Fundación en el horario de 8.30 a 18.30 en compañía de una monja.
El 29 de noviembre Grassi denunció a «Gabriel» por intento de extorsión.
En 2003, tanto Miriam Lewin como el programa fueron nominados para el premio Martín Fierro.
Las amenazas, intimidaciones, golpes y agresiones físicas y verbales tanto contra los denunciantes como contra los testigos fueron una constante en este caso. Siempre se hacía mención a que no testificaran.
El denunciante conocido con el alias de "Gabriel" fue brutalmente golpeado y amenazado para no declarar en contra del cura. También el denunciante conocido como "Ezequiel" sufrió apremios ilegales por parte de desconocidos que le dicen que "le convenía retirar la denuncia". Estos denunciantes también fueron injuriados y difamados por el padre Grassi y sus abogados en distintos programas de televisión a pesar de que la justicia les había prohibido expresamente hacer referencia a los mismos (por ser menores) fuera del tribunal durante el juicio.
Pero el 2 de enero de 2003 "Ezequiel" se presentó en Tribunales para una supuesta audiencia y terminó retractándose de su declaración.
El abogado defensor de Grassi, Miguel Ángel Pierri, aprovechándose de que "Ezequiel" no sabía leer le hizo firmar un papel retractándose de su denuncia. Dicha retractación fue declarado nula. El abogado fue detenido el 25 de mayo de 2003 y el juez que actuó en el hecho fue procesado.
El fiscal José Andrés de los Santos pidió la indagatoria y el procesamiento del juez de Menores de Morón, Ricardo Oyama, y del secretario de ese juzgado, Carlos Enríquez, por el supuesto delito de encubrimiento. También requirió la indagatoria y la detención del abogado Miguel Ángel Pierri por la presunta comisión de los delitos de prevaricato, encubrimiento y violación del secreto de sumario. El letrado quedó detenido porque ya tenía una condena en suspenso en la Capital Federal. Luego se le aplicó un régimen de prisión preventiva "morigerada" por el que debía permanecer en su casa y podía concurrir a su trabajo.
Más tarde fue sobreseído el juez porque se encontraba con licencia y había intervenido el juez de Menores Gerardo Frega y no él. 
Grassi contaba con un gran apoyo, diarios que lo defendían, como Ámbito Financiero, programas de radio y de televisión que lo defendían, como el de Raúl Portal, e incluso en septiembre de 2003, 8500 padres que firmaron una carta solicitándole al gobernador Felipe Solá que se levantara la medida (considerada por ellos como política) que le impedía al padre Grassi tomar contacto con los menores de la Fundación. Consideraban que la ausencia de Grassi en la Fundación podría llegar a provocar una crisis debido a que había una disminución de las colaboraciones.
Los denunciantes fueron acusados de mentirosos, fabuladores y de buscar un beneficio económico.
Algunos empleados y ex empleados de la Fundación aseguraron a los medios y a la justicia que, desde hacía años, sospechaban que el cura mantenía relaciones íntimas con varios de los menores que estaban a su cargo.
Los padres que firmaron para apoyarlo también realizaron denuncias penales por falsedad contra los periodistas de Telenoche Investiga y contra los empleados de la Fundación que testificaron contra el padre: María Laura Santillán, Juan Miceli, Antonio Delia, Irene Bais, la cocinera Amalia Castro y Daniel Olivera. En es momento Grassi planteaba la hipótesis de que el origen de la denuncia radicaba en un grupo de empleados infieles que habían sido separados de la Fundación por mal desempeño en sus funciones.

### Cuarta causa
El 10 de junio de 2006 apareció una nueva víctima: un joven llamado "Luis" que también denunció haber sido víctima de un ataque sexual por parte de Grassi. Se trataba del mismo menor al que aludían las denuncias de Calafate. Reveló que los abusos comenzaron tras el regreso del viaje del sur.
"Luis" tenía 17 años cuando denunció ante la justicia de Morón haber sido víctima de situaciones de abuso durante su internación en la fundación entre 1998 y 2003, pero como los hechos habrían ocurrido en El Calafate la defensa de Grassi logró que no fueran incorporados al mismo expediente alegando que correspondían a otra jurisdicción. "Luis" es testigo también en la causa que se sustancia en el Tribunal Oral N.º 1, en la que ratifica haber sido abusado en 10 ocasiones por Grassi y da datos sobre hechos similares que tuvieron como víctimas a otros cuatro menores.
"Ezequiel" declaró haber sido abusado en 1998 cuando tenía sólo 9 años y aseguró haber presenciado situaciones similares de las que habrían sido víctimas otros menores.
"Luis" relató que fue víctima de abusos sexuales por parte de Grassi y aseguró que fue amenazado por un hombre armado que le advirtió ojo con lo que vas a declarar en el juicio. El muchacho refirió haber negado los abusos en 2003 ante la justicia de Santa Cruz por temor, ya que en ese entonces vivía en la fundación y por eso no se animaba.
El 1.º de julio de 2008 el juez Carlos Navarte de Santa Cruz procesó a Grassi por abuso sexual.
Todo el proceso judicial se vio salpicado por denuncias de amenazas a los testigos, intimidaciones, agresiones físicas, falsas retractaciones, testigos que se negaban a declarar, investigaciones sobre los jueces y abogados por encubrimiento a favor del cura o por presionar a los denunciantes. Grassi contaba con los abogados mejor pagos del país, representando a los estudios más importantes.
Los adolescentes querellantes terminaron formando parte del «Programa de Protección a Testigos» debido a las amenazas contra su integridad y los ataques sufridos.

### Juicio oral
El 19 de agosto de 2008 comenzó el juicio oral contra Grassi. Grassi acusó a los dos periodistas de haber armado la causa en su contra insiste en una teoría del complot en la que incluía a la justicia de Morón y de la provincia de Santa Cruz.
Otros de los niños supuestamente abusados negaron los hechos y continuaron trabajando en la Fundación en cargos de importancia. Fabián Amarilla trabajaba como secretario privado de Grassi y la defensa de Grassi negó enfáticamente los rumores que circulaban de que mantendrían algún tipo de vínculo sexual entre ellos. 
Grassi propuso la hipótesis de se trataba de una conspiración de sacerdotes de la religión umbanda que se habrían tomado venganza por las denuncias que Grassi había hecho contra alguno de ellos. 
La justicia realizó peritajes psiquiátricos a "Gabriel" y "Ezequiel" sin ninguna oposiciíon, pero Grassi se negó sistemáticamente a que le realizaran a él el mismo peritaje.
Durante años logró postergarlo muchas veces, pero en Santa Cruz el juzgado de Instrucción N.º 1, a cargo del juez Santiago Lozada, lo obligó a someterse al estudio para el expediente 37.306/2003 que instruía su juzgado.
El peritaje que le realizara un experto psiquiatra y psicólogo en la provincia de Santa Cruz encontró indicadores similares del perfil psicológico de un delincuente sexual.
Dicha pericia psicológico-psiquiátrica fue practicada al acusado en Río Gallegos, fojas 553/567 del expediente de la causa n.º. 006/05 del Juzgado de Primera Instancia de El Calafate.
El peritaje fue realizado por la doctora Susana Mendoza y el licenciado Gastón Lucas Mendicoa del Cuerpo Médico Forense del Tribunal Superior de Justicia de Santa Cruz.
Dicho informe sostuvo que la personalidad de Grassi es compatible con la de un agresor sexual, que no mide las consecuencias de sus actos y no logra controlar sus impulsos.
Además los peritos trajeron a colación cierta similitud entre características obtenidas en el examen de la personalidad del entrevistado con las que presentaron algunos delincuentes sexuales surgidas mediante la aplicación a uno y otros del Inventario Clínico Multiaxial de Million-II según surgió de un trabajo presentado por los españoles Margarita Ortiz-Tallo, profesora titular de Psicopatología de la Facultad de Psicología de la Universidad de Málaga, L. M. Sánchez Rodríguez, psicólogo del Centro Penitenciario de Alhaurín de la Torre, Málaga y Violeta Cardenal, profesora titular de Psicología Diferencial de la Facultad de Psicología de la Universidad Complutense de Madrid.
Parte del informe sostiene que:

Su propia imagen no parece basarse en experiencias reales, sino en fantasías, sesgos y parcializaciones. Se trata de un signo de inmadurez. Perturbación en el funcionamiento del ego. Test de la pareja: indicadores de infantilismo y oralidad.

La defensa de Grassi logró que la pericia fuera desechada como prueba por el Tribunal Oral 4 de Morón por haber sido realizada por orden de la Justicia de Santa Cruz.
Se le tomaron los protocolos psicológicos, el tests de Rorschach, el test de la figura humana, el test del HTTP, el MMPI, el test de Minnesota y el test Inventario Clínico Multiaxial de Million-II entre otros. Los profesionales advirtieron dificultad para establecer vinculaciones con sus pares en la intimidad, carencia de empatía, por la estructura narcisista, incapacidad de ponerse en el lugar del otro sin estar en ese lugar. También dijeron que Grassi posee capacidad para actuar en un proceso penal, pues existen facultades cognitivas para entender las posibles consecuencias negativas y positivas de la causa, al mismo tiempo que no existe impedimento mental para entender la valoración e importancia de la misma (fojas 2716/2723).
El informe del Cuerpo Médico Forense de Río Gallegos indicó que Grassi manifestaba una fachada socialmente atractiva para esconder sus impulsos socialmente prohibidos y que expresaba emociones contrarias a las que realmente sentía.
Por su parte, el doctor Sergio Bonotto, especialista en psiquiatría y psicología médica, declaró ante el tribunal que se habían podido determinar escalas altas de indicadores similares a los que poseen los delincuentes sexuales. Definió a Grassi como un obsesivo, compulsivo y narcisista en la máxima escala que no lograba controlar su instinto sexual que es para él un disparador permanente.
La perito psicóloga, licenciada Noemí Suárez, forense oficial del juzgado de menores de Morón declaró que "Ezequiel" le había manifestado en cuatro oportunidades que había sido abusado por Grassi y explicó la técnica aplicada para determinar la veracidad de sus declaraciones.
La Suprema Corte de Justicia de la provincia de Buenos Aires comenzó una investigación a los integrantes del Tribunal Oral 4 por haber impedido el ingreso al abogado de uno de los querellantes, Juan Pablo Gallego en las audiencias públicas.
Grassi y su defensa técnica cargaron las tintas en la actuación del Juez Dr. Humberto Alfredo Meade, la Jueza de Menores de San Isidro Mirta Ravera Godoy, y en el programa Telenoche Investiga, específicamente en la persona de Miriam Lewin, imputándoles una «maliciosa conspiración» para perjudicar al sacerdote diciendo que los informes de los testimonios fueron inventados. 
Grassi sostuvo que se trataba de un invento de la periodista Miriam Lewin, judía, por su animosidad contra la Iglesia católica debido a su ideología de izquierda.
Durante el juicio oral, siguiendo los dichos del padre Mettone y la asistente social María Teresa Vilas la querella pretendió establecer que Grassi e Iván Guex también sostuvieron una relación inadecuada. Se refirieron a los supuestos privilegios que recibían algunos niños cuya presencia algunas noches en la sala contigua al dormitorio de Grassi podrían resultar sospechosas.
Durante el juicio oral se comprobó que el padre Grassi llevaba a los niños a su dormitorio por las noches.

¿Cuál es el perjuicio de que un mayor pernocte con menores en la misma habitación? Obviamente descartando cualquier impronta perversa como sucede con la mayoría de la población adulta. Por el contrario, es un beneficio porque permite suponer el desestimiento por parte de los chicos de llevar a cabo una travesura o más; no hemos de olvidar la presencia de los que se dicen nocheros que vigilan el sueño y el comportamiento de los infantes internos.

Según el veredicto, la víctima, después de trece años de ocurridos los hechos, se conmovía hasta las lágrimas cada vez que rememoraba en el juicio oral lo sucedido en la fundación.

## Primera condena
El 10 de junio de 2009 Grassi fue condenado por el Tribunal en lo Criminal n.º 1 del Departamento Judicial Morón. El tribunal estaba conformado por el doctor L. María Andueza como presidente, Mario Daniel Gómez y Jorge Eduardo Carrera.
La causa fue la n.º 2438 - carpeta de causa n.º 3907 del Juzgado de Garantías n.º 1 Departamental, I.P.P. 72.284 de la Unidad Funcional de Investigación nro. 7 - y su acumulada n.º 2728 - carpeta de causa n.º 4084 del Juzgado de Garantías n.º 3 Departamental, I.P.P. N.º 161.746 de la Unidad Funcional de Investigaciones n.º 7 -.
Según el tribunal, el hecho de haber sido Grassi la máxima autoridad en el ámbito donde se desarrollaron los hechos fue un requisito que se tuvo en cuenta para estimar la asimetría de poder que posibilitó al autor infundir intimidación en la víctima para doblegar su voluntad reacia a la consumación del ilícito.
La sentencia, conocida el 10 de junio de 2009, encontró a Julio César Grassi culpable de dos hechos de abuso sexual y corrupción agravada de menores, y lo condenó a prisión por 15 años.

### Primera confirmación de la condena
La defensa, la fiscalía y las partes querellantes apelaron el fallo y el 14 de septiembre de 2010, la Cámara de Casación Penal bonaerense rechazó todos los recursos presentados por lo que sólo quedó la posibilidad de presentar los llamados recursos extraordinarios.
En 2010 se supo que existía una presión hacia los jueces, por parte de un lobby de presuntos mensajeros del Papa Francisco, para declarar la inocencia de Grassi.
El 20 de septiembre de 2010, el Tribunal Oral en lo Criminal 1 de Morón ―integrado por los jueces Luis Andueza, Jorge Carrera y Mario Gómez― resolvió que Grassi permaneciera en libertad hasta que la sentencia quedase firme, o sea hasta que venciera el plazo para presentar recursos extraordinarios o que quedaran resueltos los que eventualmente se interpusieran.
En 2010, después de la sanción de la promulgación de la Ley de Servicios de Comunicación Audiovisual y en medio de una pelea entre la presidenta Cristina Fernández de Kirchner y el Grupo Clarín, Grassi sostuvo en una entrevista televisiva en el canal 26 que las denuncias en su contra eran una causa armada por el Grupo Clarín.
El 22 de octubre de 2011 Grassi concurrió al programa de televisión conducido por Mauro Viale incumpliendo las cargas procesales que se le impusieron en la sentencia, por haberse referido públicamente a los denunciantes e ingresado a la Fundación Felices los Niños. 
Al concederle la alternativa a la prisión preventiva, la jueza de Garantías le había prohibido referirse a las víctimas en forma pública con el objeto de preservar la identidad de los involucrados que al momento de los acontecimientos eran menores de edad, según el dictamen:

La asistencia del condenado por el delito de abuso sexual a un programa de televisión en donde se refirió públicamente a sus denunciantes configura un incumplimiento de las cargas procesales impuestas en la sentencia de no acercarse, referirse públicamente ni comunicarse intencionalmente con las víctimas ni con cualquier otra persona íntimamente vinculada a ellas.

### Segunda confirmación de la condena
El 27 de noviembre de 2012 la Corte Suprema de Justicia falló desestimando los recursos. Tras la condena la política procesada Cecilia Pando junto a Antonio Basseoto encabezó grupos de oración en apoyo del sacerdote César Grassi.

### Tercera confirmación de la condena
En 2013 la Suprema Corte de la Provincia de Buenos Aires confirmó la condena a 15 años de prisión por abuso sexual agravado y corrupción de menores.
El 23 de septiembre de 2013 Grassi quedó a disposición del Servicio Penitenciario Bonaerense y fue alojado en la cárcel de Ituzaingó, Unidad Penitenciaria N.º 39, por orden del Tribunal Oral Criminal N° 1 de Morón.
Allí pasó su primera noche preso y luego fue trasladado al pabellón 6 de la Unidad Penitenciaria N.º 41 de Campana, provincia de Buenos Aires, a la espera de que se evaluara la posible incorporación de más testimonios a la causa que podrían aumentar la pena.
Al día siguiente, el Obispado de Morón, emitió un comunicado dudando de la culpabilidad de Grassi.
En septiembre de 2013 los denunciantes volvieron a pedir que se reviera el caso y se aumentara la pena. En diciembre de 2013 Grassi solicitó su liberación. 
El lunes 30 de diciembre de 2013 la Cámara en lo penal de Morón rechazó su pedido teniendo en cuenta que la condena estaba confirmada por la Casación y la Suprema Corte Bonaerense. Sin embargo Grassi insistió al mes siguiente otra vez con su pedido y un habeas corpus, el cual fue rechazado nuevamente.
En enero de 2014 volvió a pedir su liberación y fue rechazada.
Cuando fue confirmada la condena, y Grassi fue llevado a prisión, el obispado afirmó que iba a iniciarle un juicio canónico, aunque hasta el momento nada de ello ha sucedido.

### Cuarta confirmación de la condena por la Corte Suprema de Justicia
El 21 de marzo de 2017, la Corte Suprema de Justicia de la República Argentina, por unanimidad, desestimó los recursos presentados por la defensa y dejó firme la sentencia que había condenado a Grassi a 15 años de prisión «por abuso sexual agravado por resultar sacerdote, encargado de la educación y de la guarda del menor víctima, reiterado, dos hechos, en concurso real entre sí, que a su vez concurren formalmente con corrupción de menores agravada».
Sin embargo, se informó que debido a la ley del 2x1, Grassi permanecería detenido menos tiempo porque el Tribunal Oral Criminal 1 de Morón le concedió el beneficio del "2x1", es decir, que cada año detenido vale el doble debido a los años que pasó en prisión preventiva. En junio de 2022 la Cámara de Apelaciones de Morón hizo lugar a un recurso presentado por la querella sobre el cómputo de la pena y lo dejó sin el beneficio del 2X1, por lo que no saldrá de prisión en 2026 sino en 2028.

## Nueva condena por malversación de fondos
En 2014, Alberto Mirenda, el dueño de la casa-quinta que quedaba frente a la Fundación, La Blanquita, con un parque de 7200 metros cuadrados, en Hurlingham, lo denunció ante la Justicia.
Grassi fue denunciado nuevamente por presunta malversación del dinero de las donaciones de la Fundación Felices Los Niños en beneficio propio por utilizar el dinero donado a dicha Fundación para pagar el alquiler de una mansión cerca de la misma, cuando se le había prohibido vivir en la misma.
Por esa causa, finalmente Grassi fue condenado nuevamente por malversación de fondos con una pena de dos años más que se agregaron a su condena anterior.

## Estafa a la Fundación Felices los Niños
El 27 de julio de 2014, Jorge Lanata presentó en el programa Periodismo para todos, una investigación que mostraba como el padre desviaba donaciones otorgadas a la Fundación Felices los Niños hacia la Unidad Penitenciaria Número 41 de la cárcel de Campana en la cual estaba (y continúa) cumpliendo su condena. El programa mostraba con cámaras ocultas como el cura vivía en la cárcel una situación privilegiada, con una cama especial y un baño privado, una oficina con una computadora, un televisor led con TV satelital, computadora con acceso a internet, tres celulares, un frigobar y un caloventor, todos elementos que ningún otro presidiario tiene permitido, mientras los niños en la Fundación Felices los Niños pasaban hambre, frío y todo tipo de necesidades viviendo en pésimas condiciones sanitarias. El programa mostraba cómo se sustraía la comida de la Fundación y se la llevaba a la cárcel para que Grassi pudiera pagar prebendas a sus carceleros y compañeros presidiarios. Mientras tanto, los niños consumían comida vencida y en mal estado.
Según la denuncia penal realizada por Juan Manuel Casolati, el director de hogares de la Fundación Felices los Niños, el padre Grassi vivía en esas condiciones porque presuntamente utilizaba las cuantiosas donaciones recibidas por la Fundación en beneficio propio.
Como resultado de la denuncia, se intervino la prisión y Raúl Garnica (exdirector de la Unidad Penitenciaria N.º 41 del Servicio Penitenciario de la Provincia de Buenos Aires con asiento en Campana, durante gran parte del gobierno de Daniel Scioli) fue separado de su cargo. También fue intervenida la Fundación en búsqueda de pruebas y una jueza ordenó que se allanara la casa de Grassi. Según el director de la Fundación, mientras que ésta tenía todo tipo de carencias, problemas de infraestructura y servicios, y falta de alimentos para los niños, Grassi recibía las donaciones directamente en la cárcel.
El allanamiento a su celda mostró que tenía en su poder cuatro teléfonos celulares y $5000 pesos, algo prohibido a cualquier preso.
La causa está en trámite y sigue el proceso de investigación.